# 多萝西·麦圭尔
多萝西·麦圭尔（英語：Dorothy McGuire，1916年6月14日—2001年9月13日），女，美国演员。曾获得国家评论协会奖最佳女主角。